# Mastică
Mastica (greacă: μαστίχα, mastícha, bulgară: мастика, mastika) este un lichior asezonat cu mastic, o rășină din arborele de mastic (Pistacia lentiscus), un mic arbore peren nativ pentru regiunea mediteraneană. Numele rășinii, de unde vine numele băuturii, este derivat din grecescul a mesteca, a scrâșni dinți.  